# 大須賀一誠
大須賀 一誠（おおすか いっせい、1948年9月16日 - 2018年4月4日）は、日本の政治家。愛知県幸田町長（2期）を務めた。

## 経歴
1948年（昭和23年）9月16日に生まれ、国鉄関連の鉄道保安会社に勤めながら明治学院大学を卒業した。公務員となる前には民間企業に6年間勤務している。1975年（昭和50年）に幸田町に採用されて町職員となり、総務課長や福祉部長を歴任した。2006年（平成18年）には総務部長から助役に就任し、2007年（平成19年）に改正地方自治法が施行されると副町長に移行した。
2010年（平成22年）に近藤徳光町長が3期目終了後の引退を表明すると、近藤は大須賀を後継者に指名した。8月22日には幸田町長選挙が行われ、元副町長の大須賀と元町議会議長の笹野康男が出馬。大須賀は9,680票を獲得し、7,258票を獲得した笹野を破って幸田町長に就任した。
2014年7月29日には幸田町長選挙が告示されたが、大須賀のほかに立候補の届けはなく、無投票で再選が決定した。2017年（平成29年）6月17日には愛知県町村会会長に就任した。また、全国町村会副会長にも就任している。深溝地区を発祥地とする深溝松平家が島原藩主を務めた縁により、2017年（平成29年）10月には長崎県島原市と姉妹都市提携を行った。2017年（平成29年）12月には幸田町で全国で初めて自動運転車「レベル4」実証実験が行われた。大須賀町長自らが実証実験の誘致に関わり、幸田町には全国からの注目が集まった。
前々任者の大浦猶之町長の任期中には、幸田町民会館や幸田町立図書館などを含むハッピネス・ヒル・幸田が整備されている。大須賀はこれらの公共事業などで増えた借金を36億3000万円減らすなど、2期8年間の任期中には財政健全化に取り組んだ。さらに幸田町の人口増加に対する基盤整備を進め、任期中には小学校2校で校舎を増築し、2018年（平成30年）4月1日には多世代交流施設「豊坂ほっと館」を開館させた。2018年（平成30年）3月の定例町議会では、同年8月の幸田町長選挙に出馬する意向を示していたが、3月25日に腹痛を訴えて岡崎市民病院に入院し、4月4日に胸部大動脈瘤のために死去した。なお、後任の町長には前副町長の成瀬敦が無投票で当選した。死後の2018年（平成30年）7月には旭日双光章が授与された。

## 人物
趣味はクラシックカメラ収集であり、100点以上のコレクションがある。明治学院大学時代には山岳部に所属し、谷川岳など日本各地の山を巡ったことで、山岳写真の撮影を趣味としている。次男には障害があるため、介護や子育てなどへの関心が強い。座右の銘は老子の「曲なれば即ち全し」。